# Brachydeuterus
De Brachydeuterus is een monotypisch geslacht in de familie Haemulidae, orde Baarsachtigen (Perciformes).

## Soorten
- Brachydeuterus auritus Valenciennes, 1832 – Grootoogknorvis